# Köttproduktion

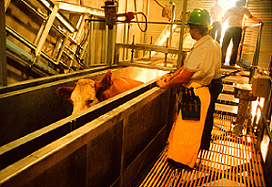
Slakthus

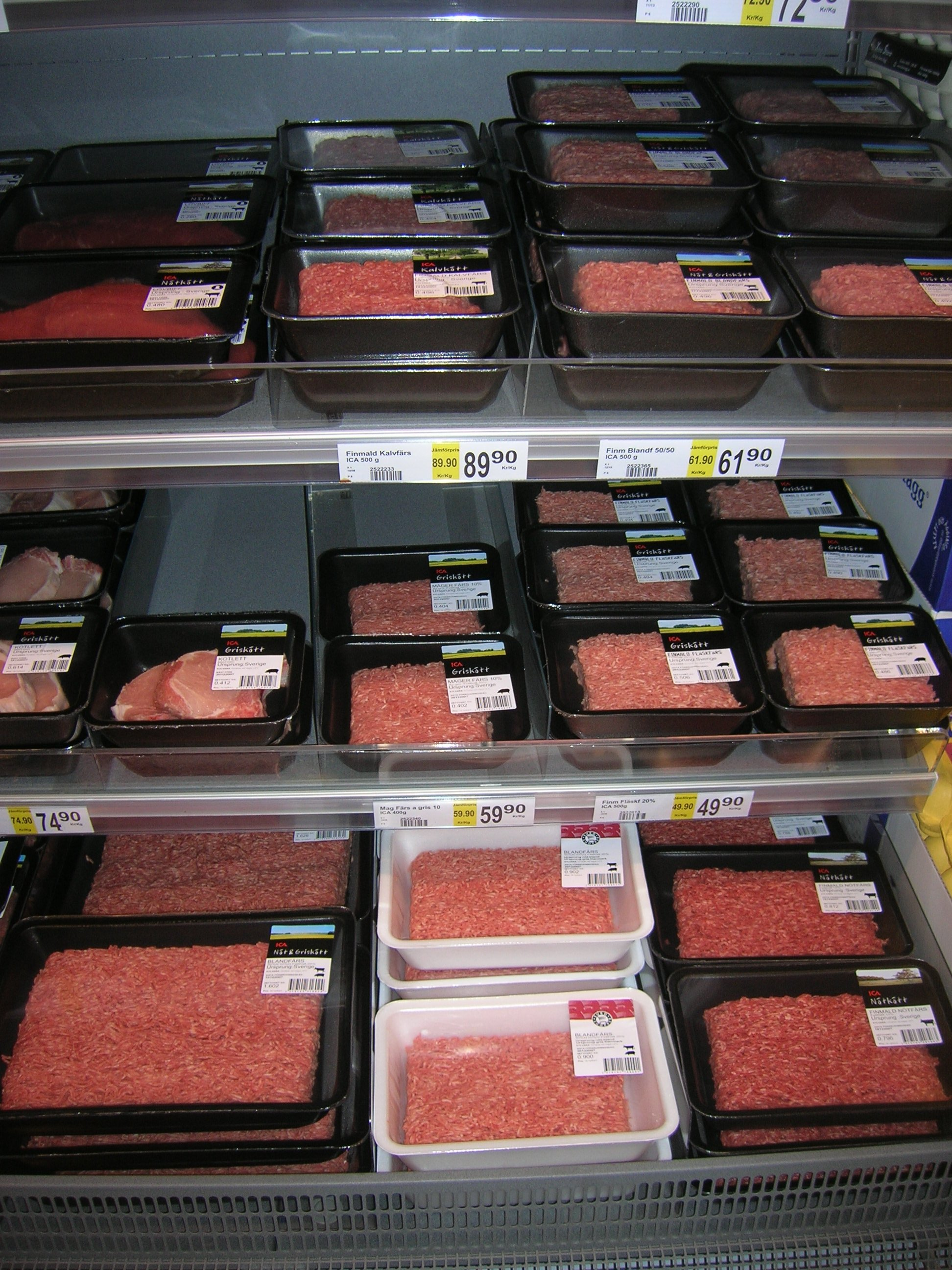
Köttfärs i en ICA-butik.

Köttproduktion är den industri som producerar kött. Detta innefattar alltifrån uppfödning och avel av kreatur till slakt, styckning och beredning.

## Uppfödning av djur
Uppfödande av djur med syftet att konsumera köttet som livsmedel förekommer inom en rad djurslag. Djurslag som föds upp i stor skala världen över är framförallt gris, nötkreatur, lamm och fjäderfä, speciellt kyckling. Nötkreatur som föds upp för köttets skull kallas köttdjur.

## Avel
Avel är ett sätt att effektivisera köttproduktionen genom att få fram djurraser som växer snabbare, behöver mindre foder och är friskare men avel kan också vara ett sätt att försöka få fram djur som har mindre miljöpåverkan. Exempel på djuravel för köttproduktion som har fått mycket negativ kritik i media är nötboskapen belgisk blå och broileruppfödning.

## Energiförlust
När djur äter växter (t.ex. majs och sojabönor) som även människor kan leva på, går en del av energin förlorad. Om en gris äter en viss mängd mat, så är den energi som grisens kött innehåller mindre än den totala mängd mat grisen åt under sin livstid. I en amerikansk studie påvisades att:
- USA:s boskapsdjur konsumerar fem gånger så mycket spannmål som den mängd som konsumeras av den amerikanska populationen människor.
- 41 miljoner ton protein i säd blir till 7 miljoner ton animaliskt protein för humankonsumtion.
- I medeltal förbrukas 28 kilokalorier (kcal) fossilt bränsle per kcal animaliskt protein för humankonsumtion. För nötkött och lammkött var förhållandena 54:1 respektive 50:1 kcal protein per fossil energi.
- Sädesslag kräver ca 3,3 kcal fossilt bränsle för varje kcal vegetabiliskt protein.
- Varje kilo nötkött förbrukar 100 000 liter vatten om man räknar in produktionen av foder. Dock ska tilläggas att en stor andel av detta vatten kommer växterna till del i form av naturligt regn.
- Varje år produceras 7 miljoner ton animaliskt protein i USA. Det ger 75 gram animaliskt protein per capita per dag. Tillsammans med det vegetabiliska proteinet ger det 109 gram protein per capita.

Om grödorna som produceras och används i djurhållningen istället gick direkt till människor, skulle cirka 4 miljarder fler människor kunna mättas på samma mängd grödor. En sammanställning gjord 2013 beräknade att ca 24% av världens produktion av grödor går till djurproduktion (räknat i vikt). Räknat i kalorier är siffran 36%. Siffran är högre avseende kalorier, eftersom den typ av grödor som produceras till djur är kaloririk (exempelvis sojabönor och majs). Av de kalorier som djuren äter i sig, till exempel från majs och sojabönor, kommer bara en liten andel av dessa människor tillgodo (om de äter djurens kött).
|                   | Biff | Fläsk | Kyckling | Ägg | Mjölk | Källa |
| ----------------- | ---- | ----- | -------- | --- | ----- | ----- |
| Kaloriomvandling  | 3%   | 10%   | 12%      | 22% | 40%   | [ 7 ] |
| Proteinomvandling | 5%   | 10%   | 40%      | 35% | 43%   | [ 7 ] |

## Miljöpåverkan

### Resursförbrukning
Köttindustrin använder stora mängder resurser, bland annat indirekt - eftersom djuren konsumerar stora mängder grödor. Nedanstående tabell jämför hur mycket resurser det krävs för att producera ett kilo protein.
|                          | Kidneybönor       | Mandel            | Ägg               | Kyckling          | Biff               | Källa |
| ------------------------ | ----------------- | ----------------- | ----------------- | ----------------- | ------------------ | ----- |
| Rå vikt (från producent) | 4,12 kg           | 4,75 kg           | 8 kg              | 9,72 kg           | 13,15 kg           | [ 5 ] |
| Rå vikt (i matvarubutik) | 4,12 kg           | 4,75 kg           | 8 kg              | 6,42 kg           | 5,4 kg             | [ 5 ] |
| Tillagad vikt            | 10,95 kg          | 4,75 kg           | 8 kg              | 4,17 kg           | 3,4 kg             | [ 5 ] |
| Protein                  | 1 kg              | 1 kg              | 1 kg              | 1 kg              | 1 kg               | [ 5 ] |
| Djuravfall               | --                | --                | 17,1 kg           | 21,8 kg           | 105,1 kg           | [ 5 ] |
| Bensin-/dieselåtgång     | 0,3 liter         | 0,6 liter         | 0,6 liter         | 0,7 liter         | 2,7 liter          | [ 5 ] |
| Vattenåtgång             | 10 400 liter      | 23 300 liter      | 11 100 liter      | 13 500 liter      | 109 000 liter      | [ 5 ] |
| Markanvändning           | 15,5 kvadratmeter | 21,2 kvadratmeter | 37,6 kvadratmeter | 32,2 kvadratmeter | 282,6 kvadratmeter | [ 5 ] |
| Bekämpningsmedel         | 8,9 g             | 103,6             | 12,7 g            | 15,5 g            | 93 g               | [ 5 ] |
| Gödselåtgång             | 160,5             | 426 g             | 263,6 g           | 320,3 g           | 1945,1 g           | [ 5 ] |

### Landyta
På många håll i världen utgör såväl jordbruk som köttproduktion ett hot mot den biologiska mångfalden, även om uppfödning av nöt på extensivt bete i hagmarker bidrar till den biologiska mångfalden genom att skapa miljöer där flera ovanliga växter och insekter trivs.
Köttindustrin använder cirka tre fjärdedelar av all jordbruksmark, och 30% av all isfri landyta. Större delen av detta är betesmark, och i USA uppskattas 60% av all betesmark vara helt eller delvis förstörd till följd av överbetande. Köttindustrin använder även upp stora mängder landyta genom sin stora konsumtion av grödor (exempelvis sojabönor; som används som föda till djuren). 33 procent av all jordbruksmark används för att producera foder åt djur i köttindustrin, och ca 24% av världens produktion av grödor går till djurproduktion (räknat i vikt). Räknat i kalorier är siffran 36%. Siffran är högre avseende kalorier, eftersom den typ av grödor som produceras till djur är kaloririk (exempelvis sojabönor och majs).
För att producera 1 kg biffprotein behövs 283 kvadratmeter (mark för betning, foderproduktion, m.m.) och för 1 kg protein från mandel och kidneybönor behövs 21 respektive 16 kvadratmeter mark. Ett kilo biffprotein kräver med andra ord mer än 18 gånger mer landyta än ett kilo protein från kidneybönor. Jämför man hur mycket landyta som krävs för all mat en typisk allätare konsumerar (d.v.s. inklusive vegetabiliska produkter såsom ris/grönsaker/m.m.), behövs det 18 gånger mer landyta för en allätare jämfört med en vegan, om båda ska tillgodose sina näringsbehov. Jämfört med en lakto-ovo-vegetarian behövs det 6 gånger mer landyta för allätaren. Jordens landyta räcker dessutom inte till om alla människor (7,5 miljarder) skulle ha en typisk amerikansk diet. Om alla var veganer, skulle däremot jordens landyta räcka för att mätta fler människor än de som lever idag. Om alla var veganer, skulle jordens landyta räcka för att producera mat åt 12,8 miljarder människor. Enligt rapporten Vegan, vegetarian, allätare från Sveriges Lantbruksuniversitet kräver en blandkost 2 300 kvadratmeter per person och år medan den vegetariska kosten endast behöver 1 500 kvadratmeter per person. Minst mark behövs för den veganska kosten som endast kräver 1 000 kvadratmeter åker per person.

#### Skogsskövling
Årligen skövlas stora mängder skog för att möjliggöra produktion av foder- och kött. I Australien så har 86% av all land-/skogsröjning under senare år skett för att skapa mer betesmark, 10% för jordbruk och 4% för skogsplantering, gruvarbete, infrastruktur och bostäder. Land- och skogsröjning har flera risker och skadliga miljöeffekter, bland annat kan den biologiska mångfalden skadas. I Syd- och Nordamerika, Afrika och Asien har stora delar av världens regnskogar och andra tropiska skogar skövlats. När skogarna skövlas, så riskerar många djurarter att utrotas. Uppskattningar av andelen djurarter som riskerar att utrotas inom det närmaste århundradet ligger mellan 15 och 37 procent.

### Vattenåtgång
Efterfrågan på kött och andra animaliska produkter ökar i takt med att människors levnadsstandarder ökar. Globalt. Länder såsom USA och Tyskland, som länge varit högkonsumenter av rött kött, har på senare år övergått mer och mer till fågelkött, som är ett mindre miljöskadligt kött.
För att producera kött krävs stora mängder vatten, även om man räknar bort hur mycket vatten som går åt vid produktion av mat till djuren. För den direkta djurhållningen är de lägsta rapporterade siffrorna över världsgenomsnittet 15,497 liter vatten per kilo kött, och de högsta rapporterade siffrorna 909 liter per kilo kött. Detta motsvarar upp till 100 gånger så mycket vatten som behövs för att producera en motsvarande mängd protein från gryn. Om man även tar med vattenåtgång för produktion av foder till djuren, blir vattenmängden exponentiellt högre.

### Gödselåtgång
Under de senaste 6 årtiondena har syntetiskt gödsel använts. Produktion av animaliskt protein kräver stora mängder gödsel. Salpeteroxid, som är 265 gånger mer skadligt för miljön jämfört med koldioxid, släpps bland annat ut i samband med gödsel av åkrar. En mycket stor del av världens åkerbruk går till djurmat.

### Växthusgasutsläpp och avfall
Av alla växthusgaser som människan årligen släpper ut, kommer 29% från matindustrin. En stor del av detta kommer direkt eller indirekt från köttproduktion; 42% av det totala utsläppet av metangas kommer från människors djurhållning (kor, getter, får, m.m.). Metangasen bildas i djurens magar när de bearbetar sin föda. Även maskiner, byggnader för att husera djuren, transport, kylförvaring av kött, med mera orsakar växthusgasutsläpp.
En metaanalys gjord 2017, av 742 jordbrukssystem från hela världen, beräknade att köttprodukter orsakar mellan 20 och 100 gånger så mycket växthusgasutsläpp som vegetabiliska matvaror. Jämfört med vete orsakar biff 113 gånger mer växthusgasutsläpp under en 20-årsperiod, om man utgår från hur mycket näring vardera produkt ger. Räknar man istället för antalet kalorier, orsakar biff 326 gånger mer växthusgasutsläpp. Det vill säga, för varje kalori eller gram av ett visst näringsämne från vete, släpps det under en 20-årsperiod ut 113 respektive 326 gånger mer växthusgaser vid biffproduktion jämfört med veteproduktion. Vete innehåller inte lika många näringsämnen som biff gör (per gram vete/biff), men beräkningarna utgår från gram protein/etc. från respektive produkt, inte per gram vete/biff.

#### Djuravfall
I USA fanns år 1999 sju miljarder djur inom köttindustrin. Dessa producerade 130 gånger mer avfall än de 300 miljoner människor som bodde i USA år 1999. En stor del av detta avfall hanteras inte korrekt, vilket leder till föroreningar i luft, vatten och jord.

## Djuretiska aspekter
Det finns människor som anser att ur ett djurrättsperspektiv kan man inte försvara dödandet av djur för mänsklig konsumtion över huvud taget.
Trots att EU haft djurskyddsdirektiv för grisar sedan 1991, är det många länder som inte följer dem (8). Svansar klipps regelmässigt av kultingar, för att de inte ska bita varandra där, när de trängs ihop på liten yta och inte får tillräckligt med strö att sysselsätta sig med (9).

## Officiell statistik om köttproduktion
I FAO:s databas publiceras statistik om köttproduktionen i världen under kategorin Production och underkategorin Livestock Primary. I Eurostats databas publiceras statistik om köttproduktionen i Europa under kategorin Agriculture och underkategorin Agricultural products.

### Sverige
Läs mer: Kött i Sverige
På Jordbruksverkets webbplats publiceras månatligen statistik om köttproduktion i Sverige i det statistiska meddelandet om animalieproduktion.
Produktionen av kött från storboskap i Sverige har ökat från cirka 70 000 ton per år vid mitten av 1940-talet till som mest cirka 150 000 ton vid mitten av 1960-talet och början av 1980-talet, för att sedan minska till cirka 130 000 ton år 2010. Produktionen av fläskkött har genomgått en större volymförändring. Från cirka 90 000 ton per år vid mitten av 1940-talet har produktionen ökat till som mest cirka 330 000 ton vid mitten av 1980-talet, för att sedan minska till cirka 260 000 ton år 2010. Den relativt största volymförändringen har dock skett i produktionen av fjäderfäkött, som ökat från cirka 10 000 ton per år vid mitten av 1940-talet till cirka 120 000 ton år 2010.

### Källhänvisningar
- Cassidy, E. S., West, P. C., Gerber, J. S. & Foley, J. A. (2013) Redefining agricultural yields: from tonnes to people nourished per hectare. Enviromental Research Letters 8: 034015. doi:10.1088/1748-9326/8/3/034015
- Marinova, D. & Raphaely, T. (2018) Impact of Vegetarian Diets on the Enviroment. Ur Vegetarian Nutrition and Wellness (s. 13-24). CRC Press ISBN 9781138035560
- Sabaté, J. & Jehi, T. (2018) The Sustainability of Vegetarian Diets. Ur Vegetarian Nutrition and Wellness (s. 25-44). CRC Press ISBN 9781138035560